# 南雅彦 (心理学者)
南 雅彦（みなみ まさひこ）は、日本の発達心理学者（特に言語分野）、言語学者。サンフランシスコ州立大学人文学部教授。専門分野は言語発達、発達心理学。
学術誌Journal of Japanese Linguistics主幹、国立国語研究所客員教授、北カリフォルニア外国語協会 (Foreign Language Association of Northern California) 会長、全米日本語教育学会 (American Association of Teachers of Japanese) 理事・春期年次学会担当役員、北カリフォルニア日本語教師会 (Northern California Japanese Teachers' Association) 会長、北加日米会（Japanese American Association of Northern California）第一副会長、金門学園（継承言語学校）園長など、要職を歴任した。

## 人物
大阪教育大学附属高等学校天王寺校舎を経て京都大学経済学部を卒業。京都大学文学部に学士入学し、米文学科専攻卒業後、ハーバード大学教育大学院・人間発達と心理学研究科修士課程を修了。ハーバード大学教育大学院（人間発達と心理学研究科）のキャサリン・スノウ (Catherine E. Snow) の下で博士号を取得。
人間が『ことば』、特に『語り（ナラティヴ）』という行為を通してどのように成長し、他者と関わりあっているかに興味を持ち、言語人類学、応用言語学、社会言語学、心理言語学、認知言語学などの諸分野から、異文化比較を通して国際的、多面的に調査している。
成績優秀な大学生・卒業生からなる米国最古（1776年設立）で最も有名なギリシャ文字クラブ『ファイ・ベータ・カッパ ソサイエティ (Phi Beta Kappa Society)』が選出した『2007年度北カリフォルニア最優秀大学教員』4人のうちの一人である。

## 著作
- 『社会志向の言語学』くろしお出版（著）
- 『言語と文化—言語学から読み解くことばのバリエーション』くろしお出版（著）
- 『文化と心理学—比較文化心理学入門』北大路書房（共翻訳）
- 『ヨウチエン』北大路書房（共翻訳）
- 『言語学と日本語教育 II: New Directions in Applied Linguistics of Japanese』くろしお出版（共編）
- 『言語学と日本語教育 III: New Directions in Applied Linguistics of Japanese』くろしお出版（共編）
- 『言語学と日本語教育 IV: New Directions in Applied Linguistics of Japanese』くろしお出版（編・著）
- 『言語学と日本語教育 V: New Directions in Applied Linguistics of Japanese』くろしお出版（編・著）
- 『言語学と日本語教育 VI: New Directions in Applied Linguistics of Japanese』くろしお出版（編・著）
- 『Handbook of Japanese Applied Linguistics』De Gruyter Mouton（編・著）
- 『Telling Stories in Two Languages: Multiple Approaches to Understanding English-Japanese Bilingual Children's Narratives』Information Age Publishing（著）
- 『Culture-Specific Language Styles: The Development of Oral Narrative and Literacy』Multilingual Matters（著）
- 『Language Issues in Literacy and Bilingual/Multicultural Education』Harvard Educational Review（編・著）
- 『Applying Theory and Research to Learning Japanese as a Foreign Language』Cambridge Scholars Publishing（編・著）
- 『Studies in Language Sciences (3)』Kurosio Publishers（共編）
- 『Studies in Language Sciences (4)』Kurosio Publishers（共編）
- 『Studies in Language Sciences (5)』Kurosio Publishers（共編）
- 『Studies in Language Sciences (6)』Kurosio Publishers（共編）